# Късметлията
„Късметлията“ (на английски: Cinderella Man) е американски драматичен биографичен спортен филм от 2005 г. на режисьора Рон Хауърд. Сценарият на Клиф Холингсуърт и Акива Голдсман е вдъхновен от живота на боксьора Джеймс Брадок.

## Сюжет
Вдъхновен от истинската история на Джеймс Брадок, сюжетът представя необикновената история на западнал боксьор, който получава втори шанс и успява да стане световен шампион. Дългата и трудна битка към върха на един обикновен човек вдъхновява много американци по време на Голямата депресия в страната.

## Актьорски състав
| Актьор         | Роля            |
| -------------- | --------------- |
| Ръсел Кроу     | Джеймс Брадок   |
| Рене Зелуегър  | Мей Брадок      |
| Пол Джиамати   | Джо Гулд        |
| Брус Макгил    | Джеймс Джонстън |
| Крейг Бирко    | Макс Баер       |
| Пади Консидайн | Майк Уилсън     |
| Конър Прайс    | Дей Брадок      |
| Роузмари Деуит | Сара Уилсън     |

## Награди и номинации
| Категория                              | Номиниран(и)                      | Резултат               |
| Оскар (5 март 2006 г.)                 | Оскар (5 март 2006 г.)            | Оскар (5 март 2006 г.) |
| -------------------------------------- | --------------------------------- | ---------------------- |
| Най-добър филмов монтаж                | Най-добър филмов монтаж           | номинация              |
| Най-добър грим и прически              | Най-добър грим и прически         | номинация              |
| Най-добра поддържаща мъжка роля        | Пол Джиамати                      | номинация              |
| Награда на БАФТА (19 февруари 2006 г.) |                                   |                        |
| Най-добър оригинален сценарий          | Клиф Холингсуърт и Акива Голдсман | номинация              |
| Златен глобус (16 януари 2006 г.)      |                                   |                        |
| Най-добър актьор в драматичен филм     | Ръсел Кроу                        | номинация              |
| Най-добър актьор в поддържаща роля     | Пол Джиамати                      | номинация              |
| Сателит (17 декември 2005 г.)          |                                   |                        |
| Най-добър филм – драма                 | Най-добър филм – драма            | номинация              |
| Емпайър (13 март 2006 г.)              |                                   |                        |
| Най-добър режисьор                     | Рон Хауърд                        | номинация              |
| Най-добра актриса                      | Рене Зелуегър                     | номинация              |